# Bezugssystem
Ein Bezugssystem ist in der Physik ein gedachtes raum-zeitliches Gebilde, das erforderlich ist, um das Verhalten ortsabhängiger Größen eindeutig und vollständig zu beschreiben. Insbesondere kann die Lage und Bewegung von physikalischen Körpern nur relativ zu einem Bezugssystem angegeben werden. Ein Bezugssystem wird definiert, indem man einen Bezugspunkt wählt und die Raumrichtungen festlegt, sowie einen physikalischen Prozess für die Zeitmessung bestimmt. Dadurch ist zunächst festgelegt, was unter „Ruhe“ und „Bewegung“ jeweils zu verstehen ist. Zudem ermöglicht dies, ein Koordinatensystem einzuführen, mit dessen Hilfe physikalische Ereignisse durch Angabe ihrer raum-zeitlichen Koordinaten mathematisch beschrieben werden können. Wenn Beobachter von verschiedenen Bezugssystemen ausgehen, können sie zu einem physikalischen Vorgang verschiedene Beschreibungen geben, die dennoch alle zutreffen, wenn man ihr jeweiliges Bezugssystem berücksichtigt. Zum Beispiel könnte ein Autofahrer zu Recht behaupten, dass ihm ein Baum entgegenkommt, während ein am Straßenrand neben dem Baum stehender Beobachter, ebenfalls zu Recht, den Vorgang umgekehrt sieht: Ihm, und damit dem Baum, kommt das Auto entgegen. In der Physik gilt, dass jedes so definierte Bezugssystem gleichberechtigt gewählt werden darf und dass es keinen grundlegenden Prozess gibt, durch den man ein bestimmtes Bezugssystem vor allen anderen auszeichnen könnte.

## Bezugssysteme in der klassischen Physik und in der Relativitätstheorie
In der klassischen Physik stimmen verschiedene Bezugssysteme in den Abständen je zweier Punkte, in den Winkeln zwischen je zwei Geraden und in der Zeitdifferenz je zweier Ereignisse überein. Daher kann die Zeitkoordinate {\displaystyle t} für alle Bezugssysteme einheitlich gewählt werden, und für die Geschwindigkeiten gilt die vektorielle Addition. Das bedeutet, dass die Geschwindigkeit {\displaystyle {\vec {v}}'}, die ein Vorgang in einem bewegten Bezugssystem K' hat, vektoriell zu der Geschwindigkeit {\displaystyle {\vec {V}}} addiert wird, mit der sich K'  in einem Bezugssystem K bewegt, um die Geschwindigkeit {\displaystyle {\vec {v}}} desselben Vorgangs in K zu erhalten:

{\displaystyle {\vec {v}}={\vec {V}}+{\vec {v}}'} : Klassisches Additionstheorem der Geschwindigkeiten.
Dagegen stimmt in der Realität die Lichtgeschwindigkeit in allen Bezugssystemen überein, was mit dem klassischen Additionstheorem nicht in Einklang zu bringen ist. Die in der Relativitätstheorie gefundene Lösung geht davon aus, dass Abstände, Winkel und Zeitintervalle in verschiedenen Bezugssystemen unterschiedlich sein können. Eine Folge ist das relativistische Additionstheorem für Geschwindigkeiten, nach dem die vektorielle Addition nur für kleine Geschwindigkeiten (verglichen mit der Lichtgeschwindigkeit) eine gute Näherung darstellt. Die Abweichungen, die bei großen Geschwindigkeiten merklich auftreten, sind durch Messungen bestätigt.

## Bezugspunkte und Koordinatensysteme

Skizze eines Bezugssystems

Als Bezugspunkt wird häufig ein Punkt eines realen Körpers gewählt, z. B. „die linke, vordere Ecke des Tisches“, „die Mitte des Bahnsteigs“ oder „das Zentrum der Sonne“. Es kann sich aber auch um einen gedachten Punkt handeln, z. B. „der gemeinsame Schwerpunkt von Erde und Mond“ oder „ein frei fallendes Bezugssystem“.
Um die drei Raumrichtungen festlegen zu können, bedarf es noch mindestens zweier weiterer Punkte: Durch diese drei Punkte wird eine Ebene aufgespannt. Die dritte Dimension erhält man dann z. B. als Normale auf dieser Ebene. Damit hat man alle Voraussetzungen für die Definition eines Koordinatensystems, das zur Angabe von Raumpunkten verwendet werden kann. Deshalb wird der Begriff Bezugssystem in der Literatur auch gelegentlich synonym zum Begriff Koordinatensystem verwendet. Meist werden die Begriffe jedoch unterschieden, weil ein und dasselbe Bezugssystem (z. B. das der Erde) durch verschiedene Koordinatensysteme (z. B. kartesische Koordinaten und Polarkoordinaten) beschrieben werden kann. Dabei lassen sich durch eine Koordinatentransformation die Raum- und Zeitkoordinaten eines beliebigen Vorgangs von einem Koordinatensystem in das andere umrechnen. Physikalische Formeln, die im selben Bezugssystem denselben Vorgang beschreiben, können daher bei Benutzung verschiedener Koordinatensysteme trotzdem ganz verschiedene Gestalt annehmen.

## Häufig gewählte Bezugssysteme

### Ruhesystem
Ein Bezugssystem, in dem der betrachtete Körper ruht, nennt man sein Ruhesystem. Er besitzt in diesem Bezugssystem keine kinetische Energie, weder durch Translation noch durch Rotation, und befindet sich im Kräftegleichgewicht.

### Laborsystem
Das Ruhesystem des Beobachters und der Apparatur des betrachteten Experiments heißt Laborsystem. Es ist meist das nächstliegende Bezugssystem zur Beschreibung eines Experiments, aber nicht immer das am besten geeignete. Das Laborsystem ist – sofern es sich auf der Erde befindet – nur angenähert ein Inertialsystem.

### Absolut- und Relativsystem
Unter anderem in der Strömungslehre werden zwei unterschiedliche Bezugssysteme unterschieden: Das Bezugssystem, in dem das äußere Gehäuse eines betrachteten Gegenstands ruht, zum Beispiel die Verkleidung einer Turbine, wird als „Absolutsystem“ definiert. Ein Bezugssystem, welches sich relativ zu diesem bewegt, zum Beispiel ein Bezugssystem, das sich mit den Turbinenschaufeln mitbewegt, wird daher als „Relativsystem“ bezeichnet.

### Schwerpunktsystem
Im Schwerpunktsystem eines aus mehreren Körpern bestehenden physikalischen Systems „ruht“ deren gemeinsamer Schwerpunkt im Ursprung des Bezugssystems. Für manche physikalischen Prozesse, z. B. den elastischen Stoß, erlaubt das Schwerpunktsystem eine besonders einfache Beschreibung, weil die Impulse der beiden beteiligten Körper hier per Definition entgegengesetzt gleich sind. Auch bei mehreren beteiligten Körpern, wie sie z. B. häufig bei Kernreaktionen auftreten, ist das Schwerpunktsystem sinnvoll: Hier ist die Vektorsumme aller Impulse zu betrachten. Sie ist konstant gleich Null (siehe Schwerpunktsatz).

### Inertialsystem
Ein Bezugssystem, in dem kräftefreie Teilchen ruhen oder mit konstanter Geschwindigkeit gerade Bahnen durchlaufen, heißt Inertialsystem. Dies besagt der Trägheitssatz. Die Ortskoordinaten {\displaystyle {\vec {r}}(t)} dieser Bahnen sind linear inhomogene Funktionen der Zeit {\displaystyle t}
{\displaystyle {\vec {r}}(t)={\vec {r}}(0)+{\vec {v}}\,t\,.}
Darin ist {\displaystyle {\vec {r}}(0)} der Ort des Teilchens zur Zeit {\displaystyle t=0}, und {\displaystyle {\vec {v}}} seine Geschwindigkeit. Solche Bezugssysteme sind bis auf die Wahl des Orts- und Zeitursprungs, die Wahl von drei Richtungen („oben, vorn, rechts“) und die Wahl einer konstanten Geschwindigkeit des ganzen Bezugssystems (gegenüber einem anderen Inertialsystem) festgelegt. Das bedeutet: Jedes Bezugssystem, das relativ zu einem Inertialsystem ruht oder sich mit konstanter Geschwindigkeit gegenüber ihm bewegt, ist ebenfalls ein Inertialsystem. Die zurzeit (2017) beste bekannte Annäherung an ein Inertialsystem ist der in der Astronomie definierte Inertialraum.

### Beschleunigtes Bezugssystem
Ein Bezugssystem, das kein Inertialsystem ist, heißt beschleunigtes Bezugssystem. In Bezug zu einem solchen System zeigen die Körper Bewegungen, die mit den aus dem Inertialsystem bekannten Kräften nicht immer erklärbar sind.
Zur Erläuterung des Unterschiedes soll folgendes Beispiel dienen:
Im Bahnhof fährt ein Zug an, darin ein Mann mit Kinderwagen ohne angezogene Bremse. Das Bezugssystem, in dem der Bahnsteig ruht, ist (in sehr guter Näherung) ein Inertialsystem. Das Bezugssystem des anfahrenden Zuges ist jedoch ein beschleunigtes Bezugssystem. Der Kinderwagen erfährt durch das Anfahren keine Kraft längs der Fahrtrichtung und verharrt im Bezugssystem „Bahnsteig“ deshalb in Ruhe. Daher rollt er relativ zum anfahrenden Zug beschleunigt nach hinten. Um den Kinderwagen relativ zum Zug in Ruhe zu halten, muss der Mann auf den Kinderwagen eine Kraft ausüben, die diesen synchron mit dem Zug beschleunigt. Dieser beschleunigenden Kraft setzt der Kinderwagen seinen gleich großen Trägheitswiderstand entgegen, der sich bei dem Mann wie eine reale Kraft auswirkt.
In einem beschleunigten Bezugssystem bewegen sich Körper, auf die vom Standpunkt des Inertialsystems aus keine Kräfte wirken, mit einer Beschleunigung {\displaystyle {\vec {a}}'} beschleunigt bzw. auf gekrümmten Bahnen. Es scheint auf den Körper eine Kraft {\displaystyle {\vec {F}}'} einzuwirken, die nach der Grundgleichung der Mechanik
{\displaystyle {\vec {F}}'=m{\vec {a}}'}
diese Beschleunigung verursacht. So schließt der Beobachter im beschleunigten Bezugssystem auf eine Kraft, die es im Inertialsystem gar nicht gibt. Solche Kräfte werden Scheinkräfte oder Trägheitskräfte genannt. Für den Beobachter im beschleunigten Bezugssystem sind sie aber, obwohl sich keine andere Ursache für sie finden lässt als seine Wahl des Bezugssystems, genauso real wie alle anderen Kräfte. So verharrt ein Körper im beschleunigten System nur dann in Ruhe, wenn es eine zu der Trägheitskraft entgegengesetzte Kraft gibt, die den Körper relativ zum beschleunigten Bezugssystem im Ruhezustand hält. Abgesehen von der im beschleunigten Bezugssystem beobachteten Beschleunigung {\displaystyle {\vec {a}}'} rühren alle weiteren Folgen, die üblicherweise der Trägheitskraft zugeschrieben werden, genau genommen von den Kräften her, mit denen diese Beschleunigung beeinflusst (z. B. verhindert) wird.

### Rotierendes Bezugssystem
Ein rotierendes Bezugssystem ist der Spezialfall, dass ein beschleunigtes Bezugssystem keine Translation ausführt, sondern nur eine Drehbewegung um den Ursprung. Obwohl an dieser Situation nichts beschleunigt erscheint (sofern Drehachse und Winkelgeschwindigkeit gleich bleiben), wird das rotierende Bezugssystem zu den beschleunigten Bezugssystemen gezählt. Im rotierenden Bezugssystem erfahren Körper, die sich nicht auf der Drehachse befinden, eine nach außen gerichtete Zentrifugalkraft, und sie verharren nur dann in Ruhe, wenn gleichzeitig eine nach innen gerichtete Zentripetalkraft auf sie einwirkt. Betrachtet man dieselbe Situation von einem Inertialsystem aus, so führt derselbe Körper eine Kreisbahn um die Drehachse aus, und die Zentripetalkraft bewirkt gerade diejenige nach innen gerichtete Beschleunigung, die ihn auf seiner Kreisbahn hält (siehe etwa Kettenkarussell).
Während die Zentrifugalkraft in einem rotierenden Bezugssystem auf jeden Körper wirkt, wirkt eine zweite Trägheitskraft, die  Corioliskraft, nur auf solche Körper, die sich relativ zum rotierenden System bewegen. Solange man z. B. auf einer rotierenden Scheibe nur steht, spürt man auch nur die Zentrifugalkraft. Versucht man nun, auf der Scheibe zu gehen, tritt die Corioliskraft hinzu. Sie ist immer zur Bewegungsrichtung seitwärts gerichtet und lässt einen eine Kurve beschreiben. Versucht man z. B., geradeaus auf die Drehachse zu (oder von ihr weg) zu gehen, wird man in Drehrichtung (bzw. ihr entgegen) abgelenkt. Läuft man dagegen in konstantem Abstand um die Drehachse der Scheibe herum, ist die Corioliskraft radial gerichtet, also parallel oder antiparallel zur Zentrifugalkraft. Wenn man dann gegen die Drehrichtung gerade so schnell läuft, dass man von außen betrachtet an derselben Stelle bleibt, dann ist man im Inertialsystem in Ruhe, also frei von Krafteinwirkung. Im Bezugssystem der Scheibe beschreibt man aber eine Kreisbewegung um die Drehachse, die in diesem Bezugssystem ihrerseits eine nach innen gerichtete Relativbeschleunigung erfordert. Diese wird von der Corioliskraft erzeugt, die in diesem Fall nach innen gerichtet ist und im rotierenden Bezugssystem nicht nur die allgegenwärtige Zentrifugalkraft neutralisiert, sondern darüber hinaus die für die Kraft sorgt, die für die Relativbeschleunigung zur Drehachse hin benötigt wird.
Die Erde als Bezugskörper definiert ein rotierendes Bezugssystem. Jedoch können aufgrund der langsamen Erdrotation die Unterschiede zu einem Inertialsystem oft vernachlässigt werden, so z. B. bei vielen physikalischen Vorgängen im Alltag. Im Labor sind die Unterschiede nur mit speziellen Experimenten wie dem Foucaultschen Pendel nachweisbar. Großräumig haben sie aber unübersehbaren Einfluss z. B. auf Meeresströmungen und Wetter.

### Frei fallendes Bezugssystem
Ist das Bezugssystem an einen Punkt geknüpft, der sich im freien Fall befindet, so heben sich Gravitations- und Trägheitskraft gegenseitig auf. Der Begriff „freier Fall“ ist hier im physikalischen Sinn zu nehmen, d. h., er ist nicht auf Körper beschränkt, die senkrecht nach unten stürzen. Vielmehr sind damit alle Körper gemeint, die nicht durch irgendwelche äußeren Stütz-, Halte- oder Reibungskräfte daran gehindert werden, frei der Schwerkraft zu folgen. Auch eine Raumstation, die antriebslos außerhalb der Atmosphäre in einer Umlaufbahn um die Erde kreist, befindet sich demnach im freien Fall. Hier ist die Erdanziehungskraft nicht spürbar, weil die Schwerkraft alle Massen, auch die Astronauten, gleichmäßig beschleunigt und keine weiteren Kräfte wirken. Es herrscht die so genannte Schwerelosigkeit.
Das „Verschwinden“ von Gravitations- und Trägheitskräften in frei fallenden Bezugssystemen kann auf zweierlei Weise erklärt werden: Man kann das Ruhesystem der Erde als Bezugssystem wählen und stellt dann fest, dass ein fallender Körper durch seine Gewichtskraft beschleunigt wird. Sein eigenes Ruhesystem ist also ein beschleunigtes Bezugssystem, in dem zusätzlich zur Gewichtskraft Trägheitskräfte auftreten. Diese Trägheitskräfte sind nach Betrag und Richtung so beschaffen, dass sie die Gewichtskraft genau kompensieren. Also verhält sich ein frei fallender Körper in seinem Ruhesystem so, als würden keine äußeren Kräfte auf ihn einwirken. Die andere Betrachtungsweise geht davon aus, dass nicht das Ruhesystem der Erde, sondern das frei fallende Bezugssystem ein Inertialsystem ist. Aus dieser Perspektive wird ein Körper, der auf der Erde ruht, beständig nach oben beschleunigt, und sein Gewicht ist nichts anderes als die durch diese Beschleunigung hervorgerufene Trägheitskraft. So wird die Gravitationskraft selbst zu einer „Scheinkraft“. Beide Betrachtungsweisen sind mathematisch äquivalent.
Einstein stellte die Äquivalenz von Gravitationskräften mit Trägheitskräften in Form des Äquivalenzprinzips an den Anfang seiner allgemeinen Relativitätstheorie.

## Wechsel des Bezugssystems
Die genaue Beschreibung eines physikalischen Phänomens hängt im Allgemeinen vom gewählten Bezugssystem ab, zum Beispiel die beobachteten Werte für Ortskoordinaten und Zeiten und damit alle daraus gebildeten Größen wie Geschwindigkeit, Beschleunigung etc. Je nach Bezugssystem erscheinen die Beobachtungen desselben konkreten Vorgangs verschieden, so dass daraus verschiedene Formeln abgelesen werden und unter Umständen verschiedene Schlüsse hinsichtlich des Ablaufs des Vorgangs oder der ihm zugrundeliegenden physikalischen Gesetze gezogen werden können.
Größen und mathematische Beziehungen, die bei einem Wechsel des Bezugssystems unverändert bleiben, nennt man invariant.

### Einfache Beispiele
Siehe auch Kinematik (Teilchenprozesse)

#### Welche Kugel stößt die andere an?
Bei einem Billardspiel sieht ein am Billardtisch stehender Beobachter, d. h. im Laborsystem, wie eine weiße Billardkugel zentral gegen eine ruhende rote stößt und dann liegen bleibt. In einem anderen Bezugssystem, das sich mit konstanter Geschwindigkeit so bewegt, dass die weiße Kugel darin anfangs ruht, kommt die rote Kugel mit entgegengesetzter Geschwindigkeit auf die ruhende weiße Kugel zu, stößt sie an und bleibt dann liegen, während die weiße Kugel sich nun mit der anfänglichen Geschwindigkeit der roten davonbewegt. In einem dritten Bezugssystem, dem Schwerpunktsystem beider Kugeln, bewegen sich beide Kugeln erst aufeinander zu, stoßen zusammen, und bewegen sich voneinander weg, stets mit gleicher Geschwindigkeit, die gerade halb so groß ist wie die Anfangsgeschwindigkeit der roten Kugel im ersten Bezugssystem. Die Frage, welche Kugel die andere anstößt, ist insofern keine physikalisch sinnvolle Frage, als sie unterschiedlich beantwortet werden kann, je nachdem, in welchem Bezugssystem ein Beobachter den Vorgang interpretiert.

#### Unter welchem Winkel fliegen die Kugeln auseinander?
Im Bezugssystem „Billardtisch“ gilt die allgemeine Regel, dass nach einem nicht zentralen Stoß der weißen gegen die ruhende rote Billardkugel sich beide unter genau 90° auseinanderbewegen. Im Schwerpunktsystem dagegen bilden ihre Bewegungsrichtungen nach dem Stoß stets einen Winkel von 180° (genau so wie vor dem Stoß, nur längs einer anderen Richtung). Keine dieser beiden Regeln ist ein allgemeines Naturgesetz.

### Koordinatentransformation von einem Bezugssystem in ein anderes
Wird ausgehend von einem Bezugssystem ein zweites definiert, dann lassen sich mittels einer Koordinatentransformation für jeden Punkt und jeden Zeitpunkt die in einem Bezugssystem gültigen Koordinaten durch die Koordinaten aus dem anderen Bezugssystem ausdrücken. Im Fall einer konstanten Geschwindigkeit der Bezugssysteme gegeneinander ist für kartesische Koordinaten in der klassischen Mechanik die Galilei-Transformation anzuwenden. Das bedeutet, dass beim Übergang von einem Bezugssystem in ein Basissystem zu allen Relativgeschwindigkeiten die Geschwindigkeit {\displaystyle {\vec {v}}} des Bezugssystems vektoriell addiert wird und zu allen Ortskoordinaten die Translation {\displaystyle {\vec {v}}t}. Obwohl mathematisch sehr einfach und unmittelbar anschaulich, ist diese Art der Koordinatentransformation nur bei Relativgeschwindigkeiten korrekt, die sehr klein gegenüber der Lichtgeschwindigkeit sind. Wenn man davon nicht ausgehen kann, tritt an die Stelle der Galilei-Transformation die Lorentz-Transformation der relativistischen Physik. Während zeitliche Intervalle und räumliche Abstände invariant gegenüber der Galilei-Transformation sind, gilt dies für die Lorentz-Transformation nicht. Insbesondere können hier Geschwindigkeiten nicht einfach addiert werden (siehe Relativistisches Additionstheorem für Geschwindigkeiten).

### Relativitätsprinzip
Nach dem Relativitätsprinzip sind beliebige zwei Bezugssysteme, die sich relativ zueinander geradlinig gleichförmig bewegen, äquivalent. Das heißt, es gibt keinen physikalischen Prozess, an dem man neben der Tatsache, dass die beiden Bezugssysteme sich relativ zueinander bewegen (und den notwendigen Folgen wie z. B. Doppler-Effekt), ein weiteres Unterscheidungsmerkmal zwischen ihnen beobachten könnte. Daher müssen die grundlegenden physikalischen Gesetze gegenüber dem Wechsel zwischen diesen Bezugssystemen invariant sein. Hat das Gesetz die Gestalt einer Formel, in der die Koordinaten des jeweiligen Bezugssystems auftreten, dann müssen die Formeln für beide Koordinatensysteme exakt gleich aussehen, und die eine muss sich aus der anderen ergeben, wenn man die Koordinaten darin durch die des anderen Bezugssystems ausdrückt. Mathematisch gesagt müssen die Naturgesetze invariant gegenüber der Koordinatentransformation sein. Als Folge sind Begriffe wie „absolute Ruhe“ oder „absolute Bewegung“ physikalisch sinnlos, weil nicht nachweisbar.

## Geschichte

### Mechanik

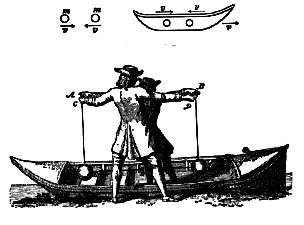
Huygens: Zwei Beobachter (einer im Boot, einer an Land) beschreiben die Kollision zwischen zwei Kugeln unterschiedlich.

Bei Aristoteles ist der natürliche Zustand eines Körpers die absolute Ruhe. Wenn der Körper sich bewegt, so nur durch einen inneren Antrieb oder einen äußeren Zwang. Für ihn sind Ruhe und Bewegung objektiv unterscheidbare Dinge, also gibt es in der Physik des Aristoteles nur ein objektives Bezugssystem: Die Erde.
Mit Beginn der Neuzeit erkannten im 17. Jahrhundert Galileo Galilei und Isaac Newton, dass kräftefreie Körper nicht von selbst in einen Ruhezustand übergehen, sondern sich mit ihrer momentanen Geschwindigkeit geradlinig weiterbewegen und somit in ihrem Bewegungszustand verharren. Dieses „Beharrungsvermögen“ wird Trägheit genannt und gilt gleichermaßen für ruhende und bewegte Körper. Ob sich ein Körper geradlinig bewegt oder ruht, hängt daher lediglich vom Standpunkt des Beobachters, d. h. von seinem Bezugssystem ab. Der Übergang zwischen den Inertialsystemen wird in der klassischen Mechanik durch die Galilei-Transformation beschrieben.
Ebenfalls im 17. Jahrhundert untersuchte Christiaan Huygens die Unterschiede in den Beschreibungen eines einfachen mechanischen Vorgangs in verschiedenen Bezugssystemen. Er beschrieb etwa einen elastischen Stoß zweier Gegenstände vom Ufer und von einem vorüberfahrenden Schiff aus gesehen (siehe Galilei-Transformation). Das diente ihm u. a. zur Präzisierung des Begriffs „Bewegungsgröße“ oder Impuls.
Bis Anfang des 20. Jahrhunderts wurden verschiedene elementare Größen stillschweigend als invariant bei Wechsel des Bezugssystems angesehen, so z. B. räumliche und zeitliche Abstände. Einstein postulierte in der speziellen Relativitätstheorie im Jahr 1905, dass alle Inertialsysteme physikalisch gleichwertig seien (siehe Relativitätsprinzip) und dass die Lichtgeschwindigkeit nicht vom Bewegungszustand der Lichtquelle abhinge. Daraus folgt direkt die Invarianz der Lichtgeschwindigkeit. Wenn die Lichtgeschwindigkeit jedoch im Gegensatz zu allen anderen Geschwindigkeiten in allen Bezugssystemen gleich ist, so können Zeiten und Längen nicht invariant sein.

### Elektrodynamik
Bis Anfang des 20. Jahrhunderts wurde nach einem Medium gesucht, das die Wellenausbreitung des Lichtes ermöglicht. Die Unmöglichkeit, Effekte der Bewegung gegenüber diesem hypothetischen Äther nachzuweisen, führte zur Aufstellung des oben genannten Relativitätsprinzips und der sich daraus ergebenden Relativitätstheorie. Demnach musste die Vorstellung des Äthers fallen gelassen werden. Einstein konnte in seiner speziellen Relativitätstheorie weiterhin die Verwandtschaft von elektrischen und magnetischen Feldern erklären, die sich in den Maxwellschen Gleichungen schon gezeigt hatte. Demnach gehen magnetische Felder aus den elektrischen Feldern hervor, wenn man das Bezugssystem wechselt, und umgekehrt.

### Astronomie und Kosmologie
Aristoteles verwandte ausschließlich das geozentrische Bezugssystem und formulierte seine Bewegungsgesetze nur in Bezug auf dieses. Ptolemäus folgte ihm und schuf das bis ins 17. Jahrhundert hinein dominierende geozentrische Weltbild, das u. a. von der katholischen Kirche stark verteidigt wurde (vgl. Galilei-Prozess). Kopernikus beschrieb Mitte des 16. Jahrhunderts das Planetensystem im heliozentrischen Bezugssystem. Darin bewegt sich der Beobachter mit der Erde mit, wodurch die in seinem Bezugssystem kompliziert scheinenden Schleifenbewegungen der äußeren Planeten eine einfache Erklärung finden. Mit dem Apparat der Newtonschen Mechanik konnten die Planetenbewegungen sehr präzise vorhergesagt werden, wenn man als Bezugspunkt den Schwerpunkt des Sonnensystems nahm. Da dieser jedoch nicht allzu weit vom Mittelpunkt der Sonne entfernt ist, ist das heliozentrische Weltbild ein brauchbar angenähertes Modell.
Wenn man sich gedanklich von der Erde entfernt, erscheint je nach Größenskala ein anderes Bezugssystem sinnvoll: Im Bezugssystem Erde-Mond bewegen sich beide Himmelskörper um den gemeinsamen Schwerpunkt. Im Bezugssystem Sonnensystem bewegt sich die Erde auf einer Ellipse um die Sonne. Im Bezugssystem Milchstraße bewegt sich das Sonnensystem um das Zentrum der Milchstraße. Usw.
Nach der Relativitätstheorie dürfte es an und für sich gar kein universelles Bezugssystem geben. Allerdings gibt es nur ein Bezugssystem, in dem die kosmische Hintergrundstrahlung isotrop ist. Dieses könnte man theoretisch als das „Ruhesystem des Universums“ ansehen. Dies ändert an dem Relativitätsprinzip jedoch nichts.